# Pomacanthus rhomboides
Pomacanthus rhomboides är en fiskart som först beskrevs av John Dow Fisher Gilchrist och Thompson, 1908.  Pomacanthus rhomboides ingår i släktet Pomacanthus och familjen Pomacanthidae. IUCN kategoriserar arten globalt som livskraftig. Inga underarter finns listade i Catalogue of Life.